# Atari 7800
La Atari 7800 (en Estados Unidos incluía en el nombre ProSystem, que significaba Profesional System) fue la sucesora de la consola Atari 5200 o supersystem, en un intento de Atari de recuperar su supremacía en el mercado de las videoconsolas frente a sus rivales locales Intellivision y Colecovision, y al desembarco japonés de la Sega Master System y Nintendo Entertainment System. Anunciada por Atari para lanzamiento inmmediato el 21 de mayo de 1984 a un precio de 149$, y lanzada en mercados reducidos en Nueva York y California, vio detenida su venta y retrasada su salida hasta mayo de 1986 por orden de Jack Tramiel que compró Atari en esas fechas y quiso renegociar licencias y acuerdos comerciales existentes de la compañía.  A pesar de no ser cara para los precios de la época, los cambios de administración en Atari posteriores a la caída del mercado de los videojuegos de 1983 hicieron que la consola no gozara de demasiado éxito, llegando a lanzar al mercado solo 59 títulos en total.
En 2002 la nueva Atari encarga a Legacy Engineering Group que realice una reproducción de la Atari 7800. Se fabricaron diez prototipos grises y tres ediciones especiales blancas con la firma de Nolan Bushnell y se entregó el trabajo a Atari, que nunca llegó a comercializarlo. Por lo que la dificultad de conseguir un ejemplar lo hace pieza de colección.

## Historia

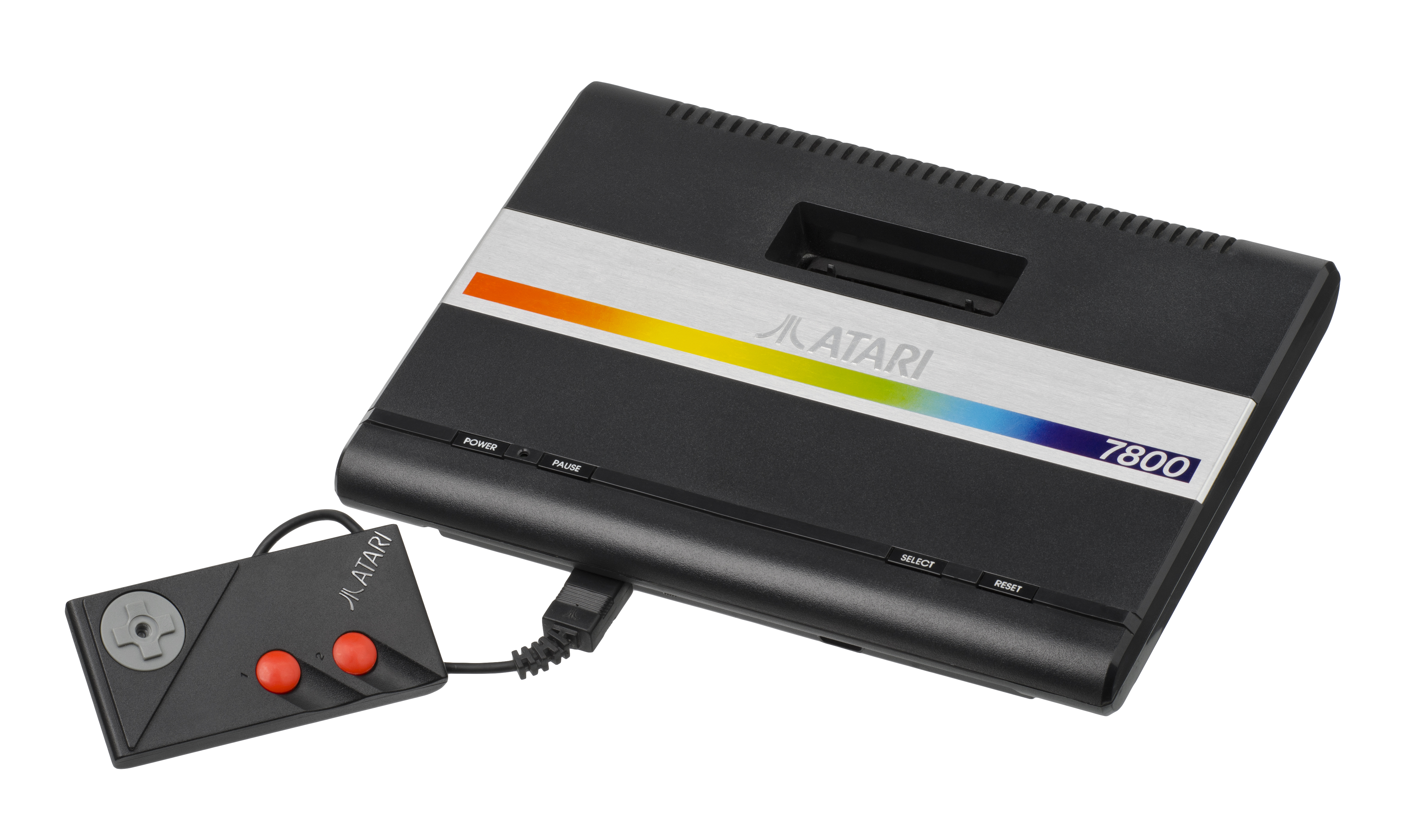
La versión europea del Atari 7800, que venía con su propio gamepad en lugar de un controlador de joystick

En 1983 Atari realizó encuestas entre los jugadores para averiguar qué era lo que querían y no querían en una videoconsola casera. Los jugadores deseaban un sistema poderoso, que pudiera producir imágenes de calidad superior, controles fáciles de utilizar y compatibilidad con la popular Atari 2600.
Fue desarrollada durante el año 1983, y es lo que se supone que debería haber sido la 5200, un sistema retrocompatible con la consola Atari 2600, con un chip gráfico mejorado. En todos los aspectos se supone que es la mejor máquina de las consolas de la serie mil de Atari, pero no lo es de las consolas de Atari de 8 bits, ya que se sitúa por detrás de la XEGS, ya que esta es un ordenador hecho consola y la 7800 es una mejora de la 2600, de manera que el chip de sonido de la 5200 y la XEGS es el POKEY (incluido en la serie 8 bits), es superior al de la 7800, que lo que lleva es una mejora del chip de la del 2600, creando también sonidos en varios canales, sin llegar al nivel del POKEY. Esto fue posteriormente fue revisado, incluyendo el chip POKEY directamente en algunos cartuchos de juego de la 7800, lo que permitía mayores polifonías.
Para ser retrocompatible la consola ejecuta los juegos de Atari 2600 a través del chip Maria y no del Stella como originalmente lo hacía la Atari 2600, esto es perceptible cuando los juegos pierden brillo, contrastes y colores, ya que el chip retrocompatible hace que se "filtren" los juegos, de manera que se pierde en gran parte la experiencia de la 2600, siendo esto significativo, ya que la mayoría de las consolas 7800 fueron usadas para jugar a juegos de la 2600 que disponían de una biblioteca de juegos inmensa. Fue descatalogada en 1992 y su catálogo de juegos no llegó a los 100 títulos. Se estima que vendieron alrededor de 3 millones de consolas mundialmente. Un dato curioso es que la empresa Atari desarrolló para la consola 5200 una adaptador para jugar a los juegos de 7800, pero nunca sucedió al revés, de ahí que aún hoy muchos sigan afirmando que la 5200 (nunca salió en versión PAL europea), es más potente que la 7800.
Con esos detalles se encarga a General Computer Corporation el diseño de una videoconsola que cubriera esos deseos. La Atari 7800 fue la primera, pero no la única, consola de Atari desarrollada por una compañía externa. GCC desarrolla un sistema mejorado compatible con la Atari 2600 que además puede convertirse en un ordenador doméstico completo. El teclado (que se conectaba por los puertos de joystick de la consola) incorporaba un puerto de casete estándar y un puerto Atari SIO que le permitía conectar todos los periféricos de la familia Atari de 8 bits : impresoras, unidades de disquete, módems, ... OSS (Optimized Software Systems) escribe el OSS/Atari 7800 Basic, que se distribuye en un cartucho BASIC que acompaña de serie al teclado, junto con otro cartucho que contiene un procesador de texto, en el que el cursor puede ser controlado por un joystick. También se diseña un cartucho de récords en el que almacenar las puntuaciones máximas de los juegos mediante RAM alimentada por batería. Estos dispositivos no pasaron de prototipos y Atari acabó eliminando del puerto de expansión, que contenía señales de video y de la CPU (uno de los periféricos diseñados para ese puerto era un controlador de Laserdisc).
Cuando la consola se encontraba en desarrollo, Nintendo le solicitó a Atari que fuera la distribuidora de la Famicom en Estados Unidos. Atari se negó rotundamente, porque no les parecía que los controladores de la NES fueran adecuados, al carecer de Joysticks. Fue entonces que Nintendo decidió lanzar por su propia cuenta la Nintendo Entertainment System, que acabaría siendo la dueña del mercado.
Atari hace un test de mercado en 1984 en el sur de California en junio de 1984 con gran éxito. Un mes más tarde, Warner Communications vendió Atari a Jack Tramiel, que decidió no lanzar ninguna videoconsola en su nueva Atari Corporation. Paró todos los desarrollos de esa rama y se centró en la línea de ordenadores, con vista a desarrollar una línea de 16 bits (los Atari ST). Cuando en 1986, tras de que la NES demostrara que el mercado del videojuego era todavía viable, ya era demasiado tarde. Nintendo tenía el 70% del mercado americano, Sega el 20% y Atari el resto. Taito, Namco, Konami, e incluso Activision, responsables de los éxitos de la 2600, habían firmado contratos de exclusividad con Nintendo, lo cual hizo que no se desarrollaran gran cantidad de juegos para Atari 7800.
Mientras que en Estados Unidos se entrega la consola con dos DeLuxe Joysticks, las versiones PAL vienen con dos gamepads al estilo de la NES, con un agujero en la cruceta para incorporar una seta de control. La placa frontal de aluminio tiene un arcoíris como la 2600 jr (véase la foto) y es totalmente diferente a la americana o NTSC. En Estados Unidos se vendió entre 1984 y 1991; en Europa, entre 1989 y 1991. También podía utilizar de manera retrocompatible los mandos para la Atari 2600.
Luego de estar en pausa en 1984 durante un momento de transición de la compañía, volviendo a relanzar la consola en 1986, pero su recepción no fue buena sobre todo por lo anticuado de su librería de juegos, y el llegar al mercado luego del lanzamiento de la NES de Nintendo.
En 1987, al lanzarse el Atari XEGS se incluyó una pistola de luz, la Atari XG-1, que era completamente compatible con la 7800 y la 2600, debido a que se desarrolló como prototipo para la 7800. Atari lanzó solo cuatro juegos para la 7800 que utilizaba ese periférico, si bien uno de ellos "Crossbow", se puede jugar con pad o joystick.

## Características técnicas
| tipo                         | información | imagen |
| ---------------------------- | --- | ------ |
| CPU                          | Sally, un 6502C customizado para Atari (también usado en los XL/XE), a 1.79 MHz, que cae a 1.19 MHz cuando el chip TIA o el RIOT son accedidos. |        |
| memoria                      | - ROM: 4 k BIOS ROM. - RAM: 4 k |        |
| grafico                      | utiliza un chip Stella para el modo 2600 y el chip MARIA (GCC1702). Presenta un acceso DMA, lo que libera el 90% de la CPU. |        |
| grafico                      | Modo gráfico de 160 x 102, 16 colores de 128 (modo 2600) |        |
| grafico                      | Modo gráfico de 320 x 200, 16 colores de 256. |        |
| audio                        | controlado por el Television Interface Adapter y el chip Stella. |        |
| soporte                      | Cartucho ROM |        |
| Carcasa                      | De tamaño medio hecha de plástico negro, con una leve inclinación y medidas de 29 x 22 x 4 u 8 cm, según cada extremo; éste tamaño vendría a ser el doble de una 2600 Junior). En el plano inclinado presenta el slot de cartucho. En el frontal, los dos conectores de Joystick. En la trasera conector de alimentación propietario, y modulador de TV NTSC o PAL. En el centro tiene una banda plata con motivos diferentes en la mayoría de los equipos PAL, si bien en NTSC es distinta. |        |
| Teclado :                    | QWERTY con 57 teclas alfanuméricas y de control y una columna a la derecha de 5 teclas, la primera rotulada HELP y las otras cuatro con diversos símbolos semigráficos. Se conectaba por el puerto de joystick #2, y con el cartucho de BASIC convertía a la 7800 en un ordenador doméstico con un puerto Atari SIO |        |
| Conectores de Entrada/Salida | - 2 tomas joystick tipo Atari - Slot de Cartuchos en la parte superior - Alimentación - Modulador RF - Conector de expansión |        |

## Revisiones
Prototipos:
- Atari 3600 - nombre original
- Atari CX-9000 Video Computer System

Producción:
- Atari CX7800 - Dos puertos de joystick en el panel frontal inferior. Conector de expansión para actualizaciones y ampliaciones. Incluye de serie dos joysticks CX24 Pro-Line, fuente externa de alimentación, conmutador TV/Videojuego, cable de antena y el cartucho Pole Position II.
- Atari CX7800 - Segunda revisión. Placa madre ligeramente revisada, añadiendo un circuito adicional de reloj. Se remueve el conector del puerto de expansión de la placa pero las señales están todavía grabadas. El escudo metálico contra interferencias todavía presenta la indentación del conector.
- Atari CX7800 - Tercera revisión. Igual que la anterior pero con solo una mancha en el escudo donde iba el puerto de expansión.
- Atari 7800 PAL - incluye de serie el juego Asteroids en el interior de la consola. Dos Atari 7800 Joypad con sus setas, fuente de alimentación a 220 V AC, cable de antena, conmutador.

## Juegos
Actualmente se desarrollan juegos homebrew, o algunas empresas como Atariage, sacan de vez en cuando algunos títulos, también hay varios prototipos como el Klax. Los títulos listados a continuación son los que Atari y otras terceras compañías sacaron al mercado cuando la consola estaba a la venta. Solo salieron un total de 58 juegos de forma oficial en pal 9 menos 49.
- 01 Ace of Aces
- 02 Alien Brigade
- 03 Asteroids
- 04 Ballblazer
- 05 Barnyard Blaster
- 06 Basketbrawl
- 07 Centipede
- 08 Choplifter!
- 09 Commando
- 10 Crack'ed
- 11 Crossbow
- 12 Dark Chambers
- 13 Desert Falcon
- 14 Dig Dug
- 15 Donkey Kong
- 16 Donkey Kong Junior
- 17 Double Dragon
- 18 F-18 Hornet (videojuego)
- 19 Fatal Run
- 20 Fight Night
- 21 Food Fight
- 22 Galaga
- 23 Hat Trick
- 24 Ikari Warriors
- 25 Impossible Mission
- 26 Jinks
- 27 Joust
- 28 Karateka
- 29 Kung-Fu Master
- 30 Mario Bros.
- 31 Mat Mania Challenge
- 32 Mean 18 Ultimate Golf
- 33 Meltdown
- 34 Midnight Mutants
- 35 Motor Psycho
- 36 Ms. Pac-Man
- 37 Ninja Golf
- 38 One-on-One Basketball
- 39 Pete Rose Baseball (NTSC)
- 40 Planet Smashers
- 41 Pole Position II
- 42 Rampage (NTSC)
- 43 Realsports Baseball
- 44 Robotron: 2084 (NTSC)
- 45 Scrapyard Dog
- 46 Sentinel (solo PAL)
- 47 Summer Games (NTSC)
- 48 Super Huey UH-IX
- 49 Super Skateboardin' (NTSC)
- 50 Tank Command (NTSC)
- 51 Title Match Pro Wrestling
- 52 Tomcat: The F-14 Fighter Simulator
- 53 Touchdown Football (NTSC)
- 54 Tower Toppler
- 55 Water Ski (NTSC)
- 56 Winter Games (NTSC)
- 57 Xenophobe
- 58 Xevious